# KGeography
KGeography è un programma educativo di apprendimento della geografia incluso nel modulo kdeedu (programmi di edutainment) dell'ambiente desktop KDE; viene normalmente distribuito insieme agli altri programmi.
È un software libero distribuito con licenza GNU General Public License.
È un software molto recente e per questo ancora in fase di ampliamento. Grazie a questo programma è possibile visualizzare mappe di vari paesi e continenti ed apprenderne le caratteristiche attraverso giochi interattivi.